# 打箭风毛菊
打箭风毛菊（学名：Saussurea tatsienensis）为菊科风毛菊属的植物，为中国的特有植物。分布在中国大陆的四川等地，生长于海拔3,700米至4,600米的地区，目前尚未由人工引种栽培。